# Jules Thurmann
Pour les articles homonymes, voir Thurmann.
Jules Thurmann, né le 5 novembre 1804 à Neuf-Brisach (Haut-Rhin, France) et mort le 25 juillet 1855 à Porrentruy (Suisse), est un géologue et botaniste suisse, principalement connu pour ses travaux sur la géologie du massif du Jura, notamment pour avoir établi les lois régissant le plissement et la structure du massif jurassien, ainsi que pour être l'un des pionniers de la phytosociologie.

## Biographie

### Enfance et études
Jules Thurmann est né le 5 novembre 1804 dans le village de Neuf-Brisach, en Alsace. Il est le fils de Louis Georges Ignace Thurmann, capitaine du génie ayant participé à l'expédition d'Égypte, qu'il perd à l'âge de 15 mois et de Marie-Thérèse Raspieler qui élève son fils dans sa ville natale de Porrentruy, en Suisse, à la suite du décès de son mari. Durant les quinze premières années de sa vie, Jules est éduqué par sa mère qui lui enseigne, le latin, le grec ancien, la géographie, l'histoire et la rhétorique. Il entre ensuite au collège de Porrentruy, où il reste pendant deux ans, puis part vivre à Strasbourg durant quatre ans, où il passe un baccalauréat en lettres. Il poursuit des études de droit et de mathématiques dans cette même ville entre 1820 et 1824. Il entre ensuite à l'École royale des mines de Paris.

### Parcours dans l'enseignement
Après ses études, il revient à Porrentruy au printemps 1828 où il devient bourgeois, et obtient le grade d'officier dans le génie fédéral suisse. Dans un premier temps, il travaille avec le géomètre Antoine-Joseph Buchwalder, à Delémont, puis part à Constance pour y apprendre l'allemand ; il y séjourne durant 18 mois. Il revient à Porrentruy en 1830 où il dirige les cours destinés à l'instruction des instituteurs. Les tendances libérales de ses cours lui valent de nombreuses attaques très virulentes de la part des catholiques conservateurs. Il rédige son traité Principes de pédagogie qui est publié en 1842.
En 1832, il est nommé professeur de mathématiques et de sciences naturelles au collège de la ville. En 1835, à la suite d'études menées par une commission d'examen des régents du Jura (dont Jules faisait partie) et à la reconnaissance du manque d'instruction dans les campagnes, il est décidé de la fondation d'une école normale à Porrentruy. C'est Jules Thurmann qui fonde cette école en 1837 et en devient le premier directeur de 1837 à 1843, bien qu'ayant démissionné de ce poste en 1840 pour des raisons de santé.

### Études géologiques
Jules commence à étudier la géologie à son retour à Porrentruy en 1830. Il s'intéresse particulièrement à la géologie du massif jurassien, à laquelle il consacre une grande partie de son temps. Il fonde pour cela un cabinet de géologie et de minéralogie à Porrentruy. Sa passion pour la géologie lui vaut le surnom de « fou des pierres ». Il découvre les lois fondamentales expliquant le plissement du massif jurassien et son érosion qu'il exprime dans son Essai sur les soulèvements jurassiques, publié entre 1832 et 1836 qui le rend internationalement célèbre. Par cette renommée, il préside en 1838 le premier congrès de la Société géologique de France qui se déroule à Porrentruy en l'honneur du géologue. En 1853, il publie un Résumé des lois orographiques générales du système des Monts-Jura où il décrit l'agencement du relief des montagnes du Jura. Il émet notamment peu avant son décès l'hypothèse que l'orogenèse jurassienne serait due à des actions latérales. Ses découvertes fondamentales lui ont valu d'être qualifié de « père de la géologie jurassique ».

### Études botaniques
S'intéressant également à la botanique, Jules Thurmann rédige trois ouvrages majeurs : Système de géographie botanique, publié en 1847 ; Énumération des plantes vasculaires du district de Porrentruy, publié en 1848 et Essai de Phytostatique appliqué à la chaîne du Jura et aux contrées voisines, publié en 1849. Dans ce dernier, il met en évidence les relations entre la flore et le sol, faisant de lui l'un des pionniers de la phytosociologie. Il aménage de manière définitive le jardin botanique de Porrentruy dans les années 1830, et préside en 1853 le congrès de la Société helvétique des sciences naturelles, établie à Porrentruy.

### Homme politique
Jules fonde en 1832 la Société de statistique des districts du Jura. Intéressé par la politique, il devint deux fois député du Grand Conseil bernois, de 1837 à 1839 et de 1844 à 1845. Il est aussi l'un des cofondateurs de la Société jurassienne d'émulation, dont il deviendra le président jusqu'à sa mort en 1855.

### Décès
Jules Thurmann meurt le 25 juillet 1855 à l'âge de 50 ans, à Porrentruy, des suites du choléra.

## Publications
- Essai sur les soulèvements jurassiques du Porrentruy : description géognostique de la série jurassique et théorie orographique du soulèvement, Paris, F.-G. Levrault, 1832 [lire en ligne]
- Essai sur les soulèvements jurassiques. Second cahier, Porrentruy, V. Michel, 1836 (lire en ligne)
- Principes de pédagogie (1842)
- Système de géographie botanique (1847)
- Énumération des plantes vasculaires du district de Porrentruy, Porrentruy, Imprimerie et lithographie de Victor Michel, 1848, 54 p. (lire en ligne)
- Essai de phytostatique appliqué à la chaîne du Jura et aux contrées voisines (1848-1849) tome 1, tome 2
- Abraham Gagnebin de la Ferrière: fragment pour servir à l'histoire scientifique du Jura bernois & neuchâtelois pendant le siècle dernier, Porrentruy, Imprimerie et lithographie de Victor Michel, 1851, 143 p. (lire en ligne)
- Esquisses orographiques de la chaîne du Jura (1852)
- Résumé des lois orographiques générales du système des Monts-Jura (1853)
- Préavis de la commission spéciale des mines du Jura relativement aux éventualités d'épuisement des minerais de fer (1854)
- Nouveaux principes d'orographie jurassique (1857[note 1])

## Honneur
- L'astéroïde (42191) Thurmann porte son nom.